# Armand Traoré
Armand Traoré (Párizs, 1989. október 8. –) francia születésű, szenegáli labdarúgó. Általában balhátvéd poszton játszott, de bal oldali középpályásként is bevethető.

## Klub statisztika
(2011 március 20. szerint)
| Klub                 | Szezon          | Liga  | Liga  | Liga     | Kupa  | Kupa  | Kupa     | Liga kupa | Liga kupa | Liga kupa | Európa | Európa | Európa   | Összesen | Összesen | Összesen |
| Klub                 | Szezon          | Mérk. | Gólok | Gólpassz | Mérk. | Gólok | Gólpassz | Mérk.     | Gólok     | Gólpassz  | Mérk.  | Gólok  | Gólpassz | Mérk.    | Gólok    | Gólpassz |
| -------------------- | --------------- | ----- | ----- | -------- | ----- | ----- | -------- | --------- | --------- | --------- | ------ | ------ | -------- | -------- | -------- | -------- |
| Arsenal              | 2006–07         | 0     | 0     | 0        | 1     | 0     | 0        | 6         | 0         | 0         | 0      | 0      | 0        | 7        | 0        | 0        |
| Arsenal              | 2007–08         | 3     | 0     | 1        | 2     | 0     | 0        | 4         | 0         | 1         | 2      | 0      | 0        | 11       | 0        | 2        |
| Portsmouth (kölcsön) | 2008–09         | 19    | 1     | 0        | 2     | 0     | 0        | 1         | 0         | 0         | 6      | 0      | 0        | 28       | 1        | 0        |
| Arsenal              | 2009–10         | 9     | 0     | 0        | 1     | 0     | 0        | 2         | 0         | 0         | 0      | 0      | 0        | 12       | 0        | 0        |
| Juventus (kölcsön)   | 2010–11         | 8     | 0     | 0        | 0     | 0     | 0        | 0         | 0         | 0         | 2      | 0      | 0        | 10       | 0        | 0        |
| Karrierje során      | Karrierje során | 39    | 1     | 1        | 6     | 0     | 0        | 13        | 0         | 1         | 10     | 0      | 0        | 68       | 1        | 2        |

## Sikerei, díjai
- Arsenal:
- Emirates kupa (3) : 2007, 2009, 2010
- Ligakupa-döntő (2) : 2007, 2011